# Османське завоювання Боснії
Османське завоювання Боснії відбулося 1463 року.

## Передісторія
Наприкінці XIV століття Боснійське королівство було найпотужнішою державою балканського півострова, проте після смерті короля Твртко I між його спадкоємцями Твртко II і Стефаном Остоя почалася міжусобна війна, що йшла зі змінним успіхом, в яку втручалися і правителі сусідніх держав. У 1414 році в ході війни з Угорщиною до Боснії вторглися османські війська, і низка місцевих феодалів почали шукати турецької допомоги у внутрішніх усобицях — зокрема, так вчинили Хрвоє Вукчіч Хорватинич і Сандал Хранич Косача.
Після смерті 1443 року Твртко II на престол зійшов незаконнонароджений син Стефана Остоя Стефан Томаш. В 1444 воєвода Захум'я Стефан Вукчич Косача (племінник покійного Сандала Хранича Косача) підписав договір з Альфонсо V, королем Арагонським і Неапольським, і став його васалом, за допомогу у боротьбі з противниками Стефана: боснійським королем Стефаном, боснійським королем Стефаном, боснійським королем Стефаном також Венецією. У тій же угоді містилася домовленість, що Стефан почне платити данину Альфонсо замість Османської імперії. Через кілька років розбіжності між королем і воєводою були частково врегульовані: Стефан Томаш одружився з дочкою Стефана Вукшича Косача Катаріне. Воєвода Стефан Вукшич Косач залишався значущою фігурою в країні, і в 1448 відмовився від титулу «Войводи Боснії», прийнявши титул «Герцог Захум'я і Примор'я», а роком пізніше знову змінив титул на «Герцога св. Сави». Цей титул мав важливе значення, бо цього святого вшановували всі в цьому регіоні. Згодом регіон, який перебував під владою Стефана Вукшича Косача, стали називати «Герцеговиною».
У січні 1458 року помер деспот Сербії Лазар Бранкович. Прихильники турків при сербському дворі проголосили новим деспотом воєводу Михайла Ангеловича, брат якого був візиром Мехмеда II, але населення сербської столиці Смедерево за підтримки проугорської партії запобігло цьому перевороту. Михайло Ангелович був ув'язнений, а правителем став сліпий Стефан Бранкович. Тоді з ініціативи угорського та боснійського королів у Смедерево було запрошено сина боснійського короля Стефана Томаша — Стефана Томашевича, який мав одружитися з дочкою покійного правителя Оленою та прийняти титул «деспота». 21 березня 1459 року відбулося весілля (після якого Олена змінила ім'я на більш прийнятне для католиків «Марія») і Стефан Томашевич зайняв сербський трон, але незабаром місто було обложене турками. Смедерево деякий час чинив опір, але потім було здане за умови, що молодий деспот зі свитою зможе вільно покинути його. Сербія була завойована турками, а Стефан Томашевич із дружиною повернувся до Боснії. 10 липня 1461 року помер Стефан Томаш, і Стефан Томашевич став новим королем Боснії.

## Турецьке завоювання
Частина боснійських феодалів стала османськими васалами ще на початку XV століття, а в середині XV століття у Східній Боснії (схід сучаснішого Сараєва) турками була заснована військово-адміністративна одиниця, відома у слов'янських джерелах як «Боснянська Країна», а в турецьких — як «Вілай Ходідьєд» або «Вілайєт Сарай-оваси».
В 1463 Стефан Томашевич припинив виплачувати данину туркам, після обіцянки римського Папи що відправить військо в хрестовий похід для звільнення Боснії. Мехмед II особисто повів армію Османа на Боснію. Стефан був полонений у Ключі, привезений до Яйця і там страчений у місці, відомому відколи «царове поле».
Падіння Боснії стало однією з причин того, що Венеція оголосила війну Османської імперії. Союзником Венеції став угорський король Матвій Корвін, який восени 1463 зайняв територію Боснії і формально відновив її як державу, на королівський престол був зведений угорський вельможа Нікола Ілокський; свою територію повернув і герцог Стефан. У 1464 році султан здійснив новий похід, в результаті якого знову завоював більшу частину Боснії; між Османською імперією та Угорським королівством у 1465 році був підписаний мир, що закріпив поділ Боснії.
Призначений султанським намісником Іса-бег Ісакович у наступні роки захопив більшу частину земель герцога Стефана. У результаті Стефан скорився османам і визнав їх сюзеренітет, а за ним були залишені ще не завойовані турками землі. Після смерті герцога Стефана в 1466 титул «герцога Святого Сави» перейшов до його сина Владислава. В 1480 Владислав Герцегович збунтувався проти османського панування, але в 1483 був полонений, і в 1490 помер.

## Підсумки та наслідки
На території Боснії, завойованої турками, був утворений Боснійський санджак на чолі з Іса-Бегом Ісаковичем. На завойованій території герцога Стефана було створено санджак Герсек, від назви якого поступово утворився етнонім «Герцеговина».
Після смерті в 1481 султана Мехмеда II угорський король Матвій Корвін спробував відвоювати Боснію, але був відбитий турками. У першій половині XVI століття султан Сулейман I остаточно завоював усю територію Боснії та Герцеговини.